# Polyeuktos (Märtyrer)

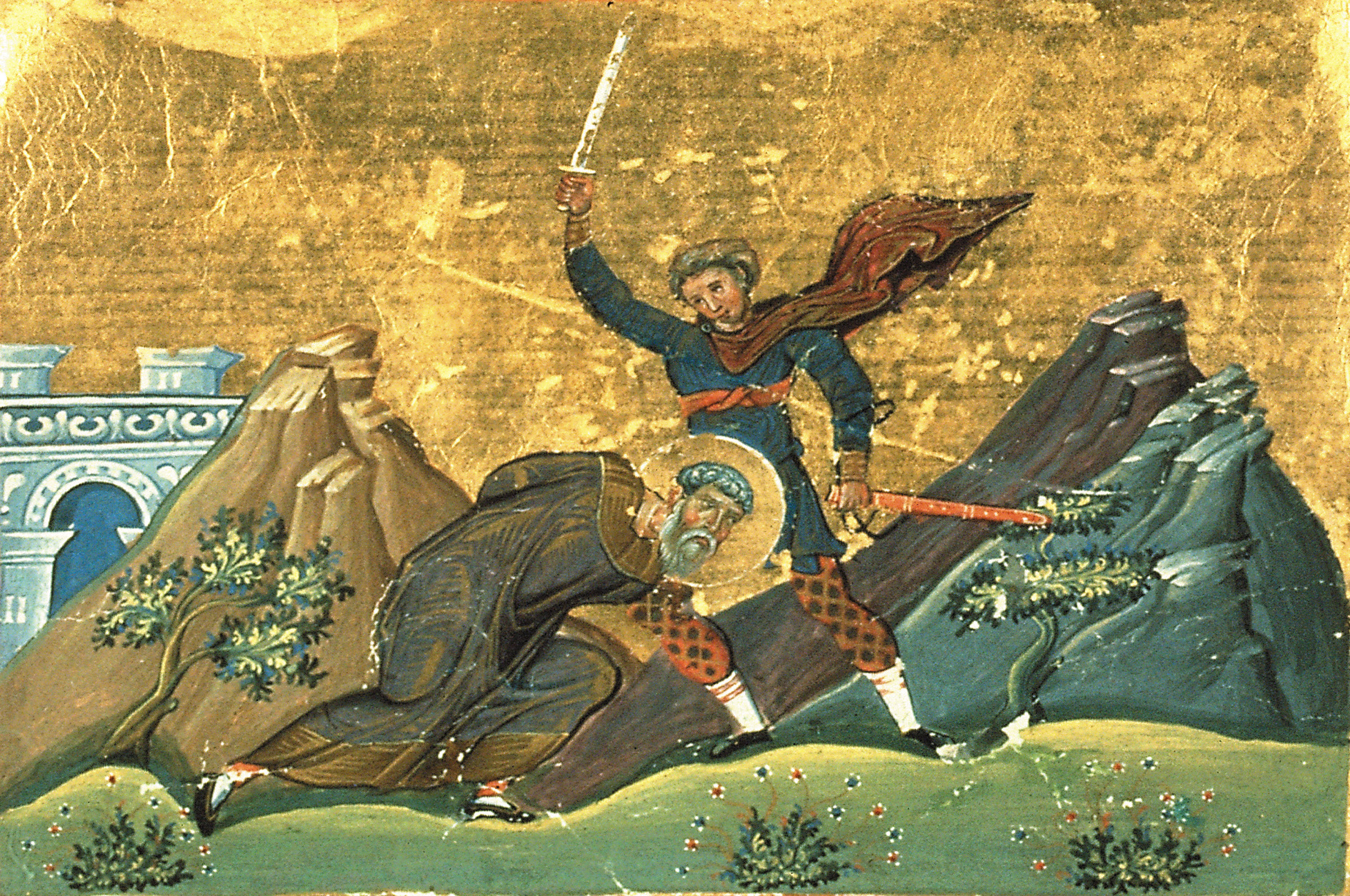
Martyrium des hl. Polyeuktos im Menologion Basileios’ II.

Polyeuktos († 259 in Melitene) war ein römischer Soldat griechischer Herkunft, der in der Christenverfolgung unter Kaiser Decius in der armenischen Stadt Melitene (heute Malatya) das Martyrium erlitt. Er wird in der orthodoxen und katholischen Kirche als Heiliger verehrt.

## Legende
Das Martyrologium Romanum vermerkt, dass Polyeuktos, anstatt den vorgeschriebenen Opferkult zu leisten, die Götterbilder zerschlug und dafür gefoltert und enthauptet wurde. So habe er die Bluttaufe empfangen, war also zuvor noch nicht getauft.
Eine ausführliche und dramatische Vita bietet Symeon Metaphrastes (10. Jahrhundert). Diese verwendete Pierre Corneille als Vorlage für seine Tragödie Polyeucte (1642), auf deren Grundlage Gaetano Donizetti 1838 seine Oper Poliuto (bzw. Les Martyrs, 1840) und Charles Gounod 1878 seine Oper Polyeucte schuf.
Eine Auseinandersetzung mit dem historischen Hintergrund der Legende bzw. der Wahrscheinlichkeit ihrer Historizität liefert Voltaire in seinem Essay Über die Toleranz, indem er der Frage nachgeht, ob die Römer tolerant waren und wie die Christenverfolgungen im römischen Reich einzuordnen sind.